# 知多半田站

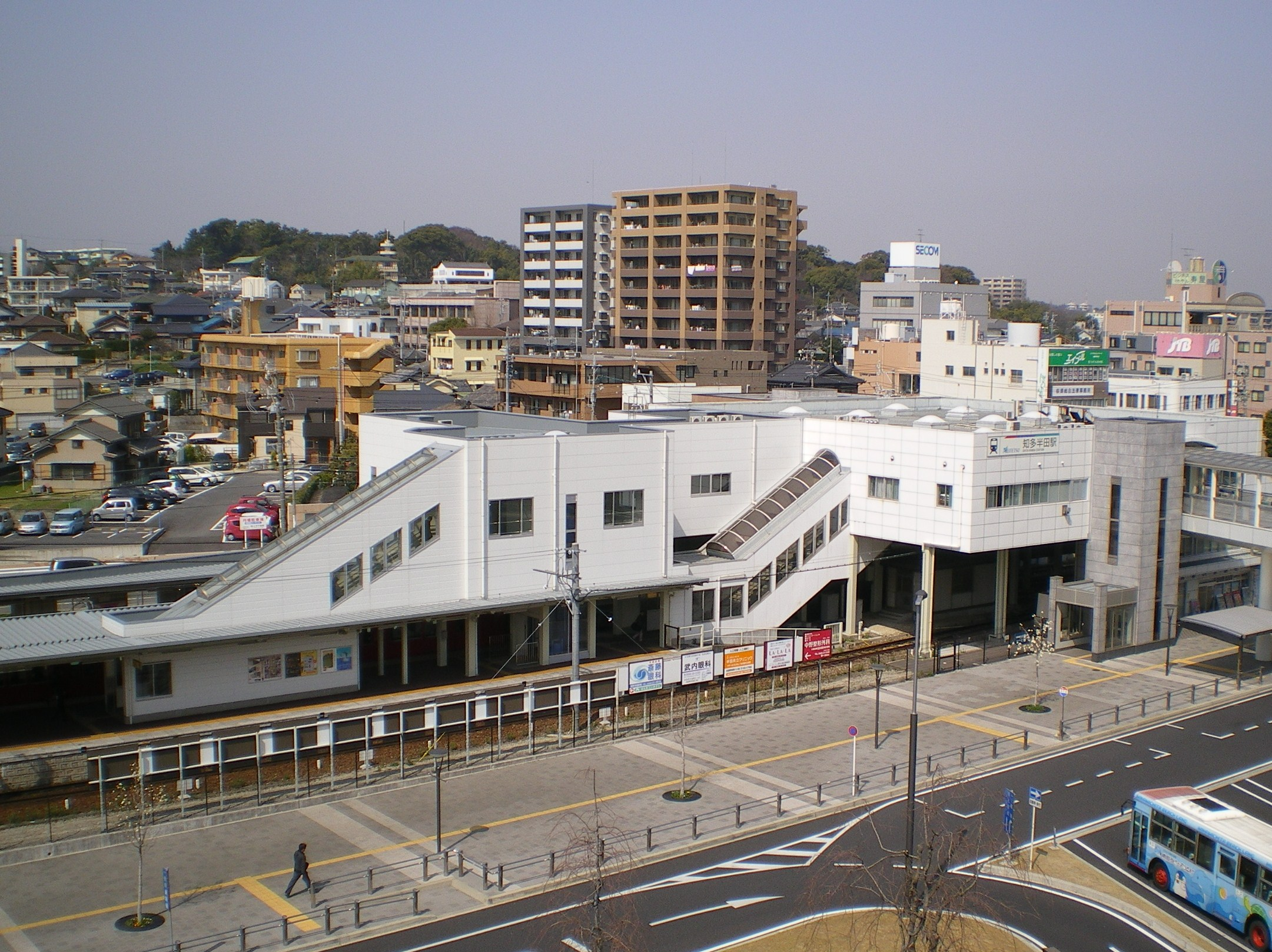
車站全景（2010年3月）

知多半田站（日语：／ Chita-handa eki */?）是位於愛知縣半田市廣小路町，名古屋鐵道（名鐵）的河和線車站。車站編號為KC12。

## 歷史
- 1931年（昭和6年）4月1日 - 知多鐵道（日语：知多鉄道）太田川站至成岩站開業，此站啟用。當時為了與武豐線的半田站區別，在車站名稱上冠上「知多」兩字。當時月台結構為2面2線的相對式月台。
- 1943年（昭和18年）2月1日 - 知多鐵道合併至名古屋鐵道。
- 1960年（昭和35年）12月1日 - 結束貨物營業[2]。
- 1988年（昭和63年）12月28日 - 翻新跨站式站房[3]。
- 1989年（平成元年）
  - 3月5日 - 在河和方向月台側新設副本線[3][4]。上下行線月台可容納8卡車廂[5]。
  - 7月12日 - 車站改善工程完成[6]。
- 2006年（平成18年）7月14日 - 車站可以使用交通儲值卡「Trans Pass（日语：トランパス (交通プリペイドカード)）」。
- 2008年（平成20年）4月1日 - 車站無障礙化工程（包括加設月台提高高度與升降機）完成。
- 2011年（平成23年）2月11日 - 車站可以使用「manaca」IC卡。
- 2012年（平成24年）2月29日 - 車站不可使用交通儲值卡「Trans Pass」。

## 車站構造
車站是一座全日設有車站職員的地面車站（跨站式站房）。設有1面1線的單式月台與1面2線的島式月台，合共為2面3線的混合式月台，月台可容納8卡車廂。月台是建設一彎位上。在太田川一方設有單向渡線，折返列車可在1號月台出發後經過渡線前往上行線。河和一方沒有渡線，那方向的列車不可折返。
在閘內設有男女廁所和多用途廁所。在閘外設有公眾通道連接東西兩方，在公眾通道兩邊設有升降機連接地面出口。在月台與跨站式站房之間設有升降機與電梯，1號月台上設有候車室。
在月台顯示牌方面，均使用LED式顯示牌（1、2號月台使用3行式，3號月台使用2行式。由於1號月台設有折返列車往太田川方向，在1、2號月台會顯示1號月台的資訊）。車站尚未引入自動廣播系統。
| 月台 | 路線   | 上下行 | 方向                   |
| ---- | ------ | ------ | ---------------------- |
| 1    | 河和線 | 下行   | 河和、內海方向         |
| 1    | 河和線 | 上行   | 太田川、名鐵名古屋方向 |
| 2    | 河和線 | 下行   | 河和、內海方向         |
| 3    | 河和線 | 上行   | 太田川、名鐵名古屋方向 |

往太田川方向的普通列車中，平日（全日）與星期六及假日（上午前）每小時設有2班從此站出發，均前往金山。
在河和方向，於日間沒有列車進行緩急接續。但是從河和方向的列車可與此站出發的列車轉乘（由於上行沒有待避線，而要使用跨線橋前往另一月台轉乘）。
在2008年（平成20年）12月時間表修正前，主要在中午後，從太田川方向至此站為終點站的普通列車中，當到達此站時，會停靠十數分鐘（其間會有特急停靠）後以另一個班次從此站出發前往河和，或經知多新線前往內海。
在2007年（平成19年）6月時間表修正前，在早上繁忙時間與海灘季節時，會設有臨時特急列車在此站進行結併或分離車廂前往河和、內海。並由此站至分支站富貴之間連續運輸。
在新設待避線前，在河和一邊設有側線。當時在此站待避的普通列車中，在到達車站後先行進入側線，等待優等列車通過，隨後再次駛入月台，繼續前往河和或内海方向。

## 使用狀況
- 在中提及在2013年度，當時1日平均上下車人次為11,806人，在名鐵所有車站（275站）排名第30，河和線、知多新線（24站）中排名第2[10]。
- 在中提及在1992年度，當時1日平均上下車人次為17,722人，除岐阜市內線均一車費區間內各站（岐阜市內線、田神線、美濃町線徹明町站至琴塚站之間）外名鐵所有車站（342站）中排名第22，河和線、知多新線（26站）中排名第1[11]。
- 在中提及在1981年度，當時1日平均上下車人次為18,785人，在名鐵所有車站中排名第16[12]。
- 在中提及在1960年度，當時1日平均上下車人次為10,084人，在1963年度升至12,489人[13]。
- 在中提及，在2018年度1日平均乘車人次為6,029人。在河和線車站中，僅次於太田川站，為第2多乘客使用的車站[1]。

## 車站周邊
- 舊中埜家住宅（日语：旧中埜家住宅）
- 半田市福祉文化會館（雁宿堂）
- 愛知縣立半田商業高等學校（日语：愛知県立半田商業高等学校）
- CLACITY HANDA
- Piago半田店
- 名鐵觀光服務（日语：名鉄観光サービス）半田分店
- 名鐵知多巴士（日语：知多バス）旅行 海鷗旅遊中心
- 三菱日聯銀行半田分店
- 中京銀行（日语：中京銀行）半田分店
- 知多信用金庫（日语：知多信用金庫）站前分店
- 名鐵Inn（日语：名鉄イン）知多半田站前
- 漢達光芒酒店
- Mezzo Hotel Inn半田
- 半田市中心一號酒店（日语：センターワンホテル半田） - 建設時發生姊齒秀次偽造結構計算書事件，使酒店拆毀重建
- JR東海 武豐線 半田站
- 國道247號（日语：国道247号）（半田街道）

## 巴士路線
此站曾經設有巴士路線前往師崎港、朝倉站、刈谷站、三河高濱站。但是由於知多新線開通，以及JR武豐線較方便，使以上方向的巴士路線客量減少，最後廢止。
東口迴旋路月台
- 知多乘合（知多巴士）（日语：知多乗合）
  - 半田・常滑線 - 往中部國際機場、常滑市民醫院（日语：常滑市民病院）（經青山站、板山、常滑站）
  - 半田北部線 - 往日本福祉大學（半田校園）（經乙川站前）

JR巴士關東
- 東京站・知多半田線（知多海鷗號（日语：知多シーガル号））

雁宿堂前月台
- 半田市地區路線巴士（日语：半田市地区路線バス）「Gonkuru」
  - 半田中央線 - 往Power Dome半田（日语：パワードーム半田）方向，往新美南吉記念館（日语：新美南吉記念館）方向

## 相鄰車站
名古屋鐵道
  河和線
■特急
阿久比（KC08）－（只有單向一班停住吉町（KC11））－知多半田（KC12）－青山（KC14）
□快速急行、■急行、■準急、■普通
住吉町（KC11）－知多半田（KC12）－成岩（KC13）

## 外部連結
- 知多半田 - 名古屋鐵道